# Olympische Sommerspiele 1984/Teilnehmer (Monaco)
| Gelbes Symbol für Goldmedaillen mit stilisierten Olympischen Ringen | Graues Symbol für Silbermedaillen mit stilisierten Olympischen Ringen | Braundes Symbol für Bronzemedaillen mit stilisierten Olympischen Ringen |
| ------------------------------------------------------------------- | --------------------------------------------------------------------- | ----------------------------------------------------------------------- |
| —                                                                   | —                                                                     | —                                                                       |

Monaco nahm an den Olympischen Sommerspielen 1984 in Los Angeles, USA, mit einer Delegation von 8 Sportlern teil.
Fahnenträger bei der Eröffnungsfeier war der Schwimmer Jean-Luc Adorno.

## Teilnehmer nach Sportarten

### Bogenschießen
- Gilles Cresto
Einzel: 39. Platz

### Fechten
- Olivier Martini
Säbel, Einzel: 30. Platz

### Judo
- Eric-Louis Bessi
Mittelgewicht: 18. Platz

### Schießen
- Pierre Boisson
Kleinkaliber liegend: 69. Platz

- Jean-Pierre Gasparotti
Freie Scheibenpistole: 48. Platz

- Joël Nigiono
Freie Scheibenpistole: 50. Platz

- Jean-Marie Repaire
Trap: 62. Platz

### Schwimmen
- Jean-Luc Adorno
100 Meter Freistil: 56. Platz